# Char Brahmanagar
Char Brahmanagar é uma vila no distrito de Nadia, no estado indiano de Bengala Ocidental.

## Demografia
Segundo o censo de 2001, Char Brahmanagar tinha uma população de 5307 habitantes. Os indivíduos do sexo masculino constituem 51% da população e os do sexo feminino 49%. Char Brahmanagar tem uma taxa de literacia de 66%, superior à média nacional de 59,5%; a literacia no sexo masculino é de 74% e no sexo feminino é de 57%. 9% da população está abaixo dos 6 anos de idade.